# رابرت گرابز
رابرت "باب" هاوارد گرابز انگلیسی: Robert "Bob" Howard Grubbs، (متولد ۲۷ فوریه ۱۹۴۲) شیمی‌دان آمریکایی و برنده جایزه نوبل است. در سال ۲۰۰۵ «برای توسعه روش‌های تحریفی در سنتز آلی»
به همراه ایو چاوین و ریچارد شراک موفق به دریافت جایزه نوبل شیمی شد.
گرابز در ۱۹ دسامبر ۲۰۲۱ در سن ۷۹ سالگی درگذشت.

## زندگی‌نامه
گرابز در کنتاکی زاده شد و وارد دانشگاه فلوریدا شد دکترای خود را از دانشگاه کلمبیا دریافت کرد. او در دانشگاه استنفورد، دانشگاه ایالتی میشیگان و مؤسسه فناوری کالیفرنیا فعالیت کرده‌است.